# PC-BSD
TrueOS (tidigare PC-BSD) var ett FreeBSD-baserat unixliknande operativsystem. Operativsystemet var inriktat för hemanvändare och att göra BSD attraktivt och mer lättillgängligt för nybörjare.